# Дьорд Пойа
Дьорд Пойа (на унгарски: Pólya György) e известен унгарски математик, работил през голяма част от живота си в Швейцария и Съединените щати.

## Биография
Роден е в Будапеща, където през 1912 г. завършва университет. В периода 1914 - 1940 г. работи в Цюрих, Швейцария, а след това в различни американски университети.
Той работи по широк кръг математически теми, сред които числови редици, теория на числата и комбинаторика, но основните му работи са в теорията на функциите на комплексни променливи, функционалния анализ, теория на вероятностите, математическата статистика и комбинаторния анализ.
В късните си трудове се изявява като вещ педагог и популяризатор на математиката, като полага значителни усилия да характеризира обобщените методи, по които хората решават математически задачи, и описва как да се преподават и изучават тези методи. На тази тема пише няколко книги.
В „Как се решава тази задача“ („How to Solve It. A new aspect of mathematical method“, 1946), Пойа дава общи евристични насоки за решаване на всевъзможни задачи, не само такива с математически характер. Книгата съдържа съвети как да се преподава математика за ученици.
В „Математиката и правдоподобните разсъждения. Том I: Индукция и аналогия в математиката“ („Mathematics and Plausible Reasoning. Volume I: Induction and Analogy in Mathematics“, 1954) Пойа обсъжда индуктивните разсъждения в математиката, т.е. мисленето по посока от частното към общото. В книгата е включена и глава за математическата индукция, но тази техника не е във фокуса на книгата. Във втората част на труда си „Математиката и правдоподобните разсъждения. Том II: Схеми на правдоподобни заключения“ („Mathematics and Plausible Reasoning Volume II: Patterns of Plausible Reasoning“, 1968) Пойа дискутира по-общите форми на индуктивната логика, които могат да се използват за груба оценка до каква степен дадена хипотеза (и в частност, математическа хипотеза) е правдоподобна.
През 1976 г. Американската математическа асоциация учредява приза „Джордж Пойа“ за блестящи разяснителни статии, публикувани в „College Mathematics Journal“.

## Книги на Пойа на български
- „Математическото откритие“, ДИ „Народна просвета“, София, 1968
- „Математиката и правдоподобните разсъждения. Том I: Индукция и аналогия в математиката“, ДИ „Народна просвета“, София, 1970
- „Как се решава тази задача“, ДИ „Народна просвета“, София, 1972
- „Задачи и теореми по анализ. Том I“, ДИ „Наука и изкуство“, София, 1973 (учебник)
- „Задачи и теореми по анализ. Том II“, ДИ „Наука и изкуство“, София, 1974 (учебник)
- „Математиката и правдоподобните разсъждения. Том II: Схеми на правдоподобни заключения“, ДИ „Народна просвета“, София, 1976